# Orange Juice
Orange Juice var en brittisk musikgrupp, som bildades 1976 som The Nu-Sonics i en förort till Glasgow i Skottland. 1979 bytte de namn till Orange Juice. Gruppen mest kända medlem var sångaren och gitarristen Edwyn Collins. De splittrades 1985.
Orange Juice debuterade 1980 med singeln "Falling and Laughing" på skivbolaget Postcard Records. Deras mest kända låt är förmodligen "Rip It Up", som blev en hit 1983. Det var den första hitlåten att använda Roland TB-303.

## Diskografi (urval)
Studioalbum
- 1982 – You Can't Hide Your Love Forever
- 1982 – Rip It Up
- 1984 – Texas Fever
- 1984 – The Orange Juice

Livealbum
- 2013 – Thrillingly Live At Stirling OJ '81

Singlar (topp 100 på UK Indie Chart)
- 1980 – "Falling and Laughing" (#48)
- 1980 – "Blue Boy" (#15)
- 1980 – "Simply Thrilled Honey" (#5)
- 1981 – "Poor Old Soul" (#5)
- 1981 – "L.O.V.E. Love" (#65)
- 1982 – "Felicity" (#63)
- 1982 – "Two Hearts Together" (#60)
- 1982 – "I Can't Help Myself" (#42)
- 1983 – "Rip It Up" (#8)
- 1983 – "Flesh of My Flesh" (#41)
- 1984 – "Bridge" (#67)
- 1984 – "What Presence" (#47)
- 1984 – "Lean Period" (#74)

Samlingsalbum
- 1984 – In a Nutshell
- 1992 – The Esteemed - The Very Best of Orange Juice
- 1992 – Ostrich Churchyard
- 1993 – The Heather's on Fire
- 2005 – The Glasgow School
- 2010 – Coals To Newcastle